# Золотова, Ирина Леонидовна
Ирина Леонидовна Золотова (род. 14 июня 1947, Днепропетровск) — советский, российский и армянский музыковед

, музыкальный критик и педагог. Заслуженный деятель культуры Республики Армения (2022).

## Биография
Окончила с отличием Одесскую государственную консерваторию им. А. В. Неждановой по классу специального фортепиано, а также аспирантуру Ленинградской государственной консерватории им. Н. А. Римского-Корсакова по специальности «История фортепианного искусства». Доктор искусствоведения, профессор, с 1989—2019 занимала должность заведующей кафедрой истории, теории исполнительства и педагогики Ереванской государственной консерватории им. Комитаса.

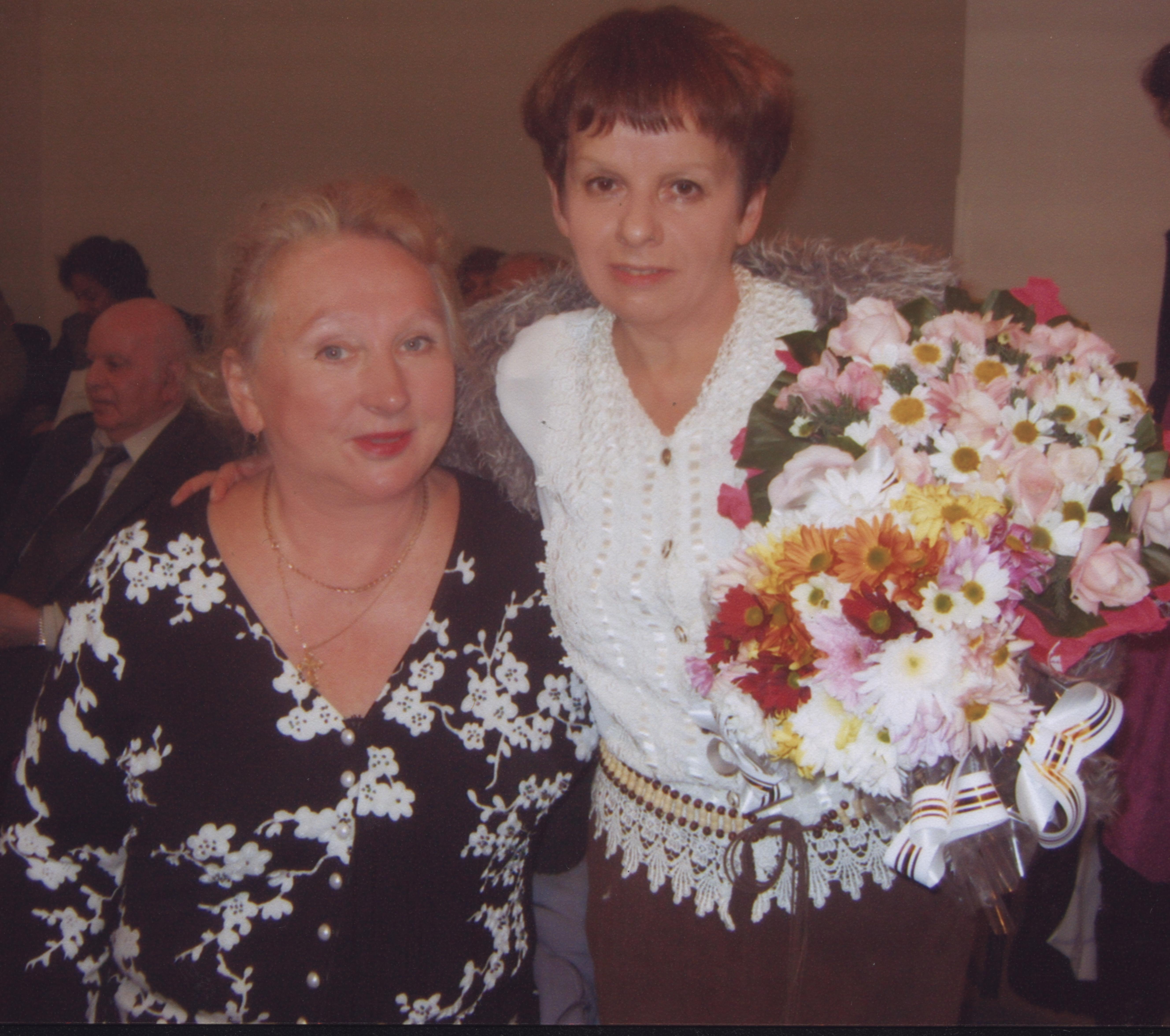
С доктором наук, профессором М. В. Смирновой после защиты докторской диссертации, Ереван, 2008

Член Союза композиторов СССР, Союза композиторов и музыковедов Армении, Совета учредителей Фонда содействия культурному развитию и образованию при Министерстве культуры Армении. Участник международных и республиканских научных конференций и симпозиумов, а также многочисленных научных докладов, проходивших в Москве, Санкт-Петербурге, Атланте, Кембридже, Тбилиси, Ереване.

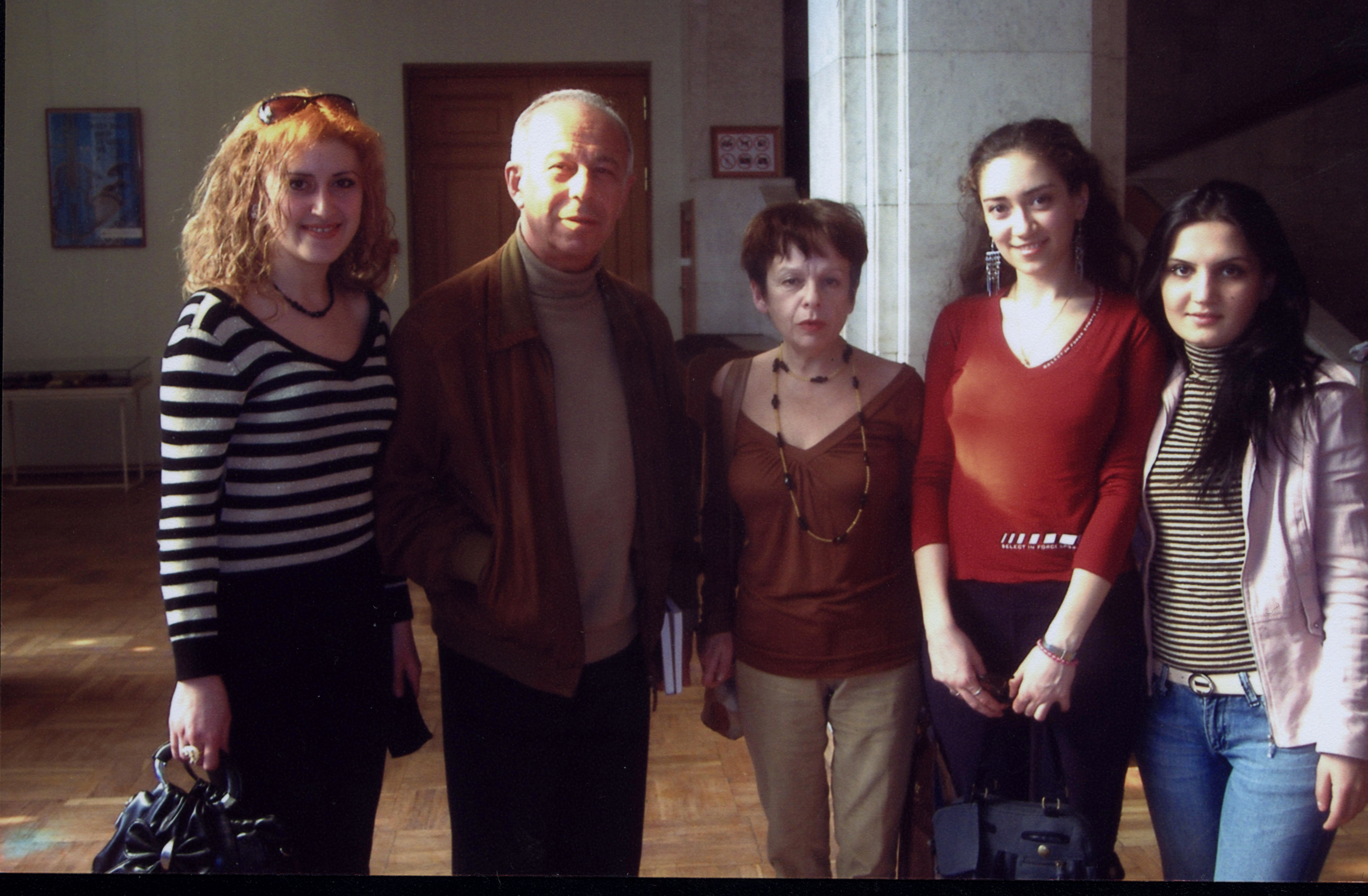
С Тиграном Алихановым и студентами класса фортепианной импровизации (Москва, Государственный Центральный музей музыкальной культуры имени Глинки, 2007

Автор более 70-ти опубликованных научных и методических работ. В их числе монографии, учебные пособия и статьи, вышедшие в свет в издательствах Москвы, Санкт-Петербурга, Еревана, в журналах «Советская музыка», «Музыкальная жизнь», «Музыка в СССР», «Музыкальная академия», «Музыкальное просвещение», «Литературная Армения», «Арвест», «Музыкальная Армения».

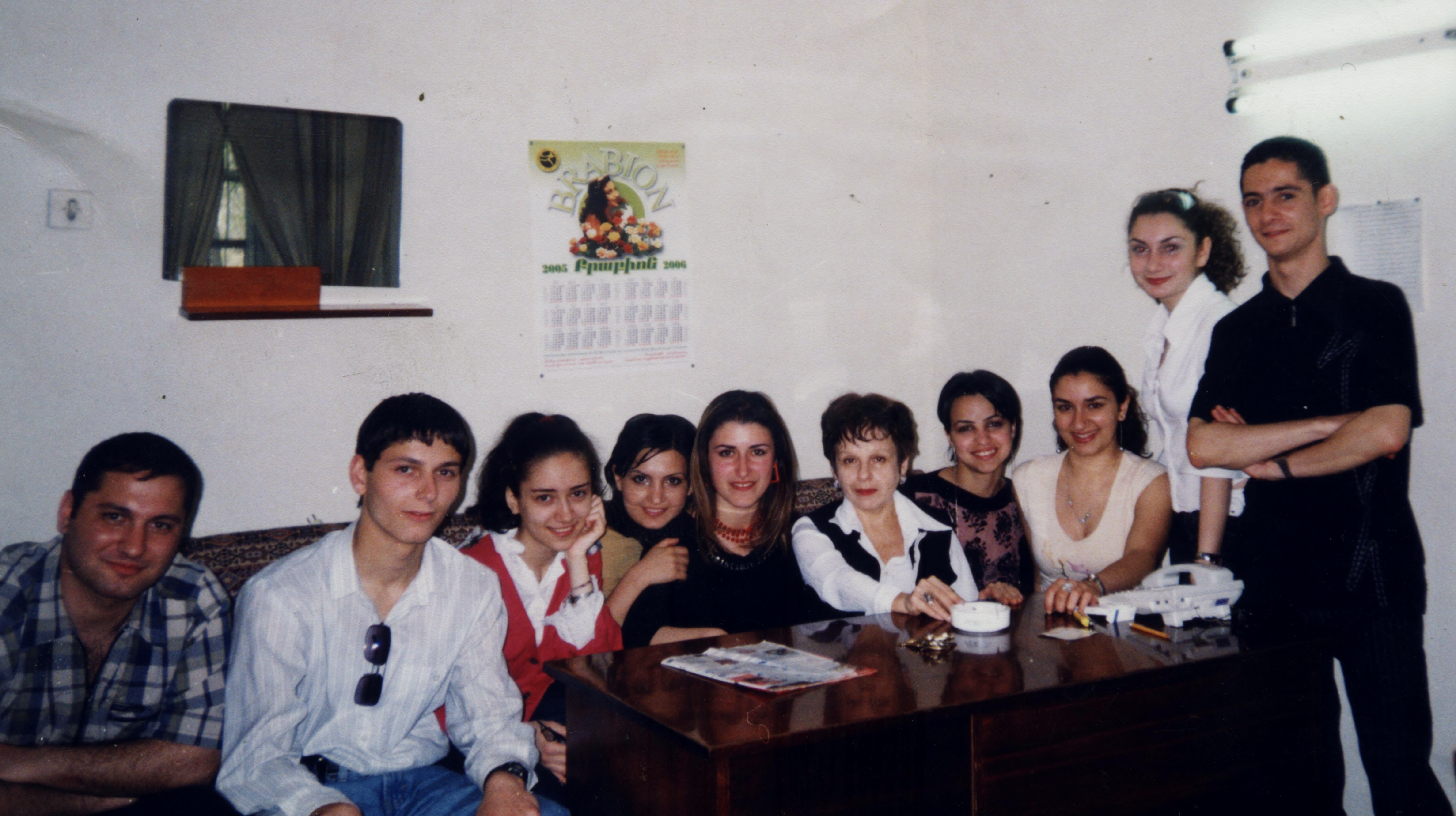
Со студентами Ереванской государственной консерватории имени Комитаса, Ереван, 2006

Проблематика исследований И. Л. Золотовой достаточно широка. Это — исполнительское искусство, фортепианная педагогика, современное композиторское творчество, общее музыкальное воспитание, искусство музыкальной импровизации.
Решением муниципалитета города Еревана Ирина Леонидовна Золотова награждена Золотой медалью за вклад в развитие Армянской музыкальной культуры.
Обладатель медали «Комитас» от Музыкального Общества Армении за вклад в развитие Армянской музыкальной культуры.

## Личная жизнь
Супруг — композитор Саркисян, Рубен Суренович, дочь — Алиса.

## Монографии и учебные пособия
- «Рубен Агаронян». Монография, Ереван, «Советакан грох», 1989
- «Детская музыка современных армянских композиторов». Пособие. Ереван, «Мегапарт», 1991
- «Кетти Малхасян». Монография, Ереван, «Амроц», 1998,
- «Из истории фортепианной педагогики и исполнительского искусства XX века» (совместно Апоян Ш. А.), Ереван, «Комитас», 1998
- «Пути развития пианизма в Армении (вторая половина XX века)». Исследование. Ереван, «Комитас», 2010
- «Мастер-класс на дому: Д. Д. Шостакович. Прелюдии ор. 34 (N 10, 16,17)» (недоступная ссылка). Издательство «Композитор», Санкт-Петербург, 2011.
- «История фортепианного искусства». Учебное пособие, Ереван, Амроц, 2018

## Научные доклады (избр.)
- «Приемные испытания: реальность и возможные перспективы», — доклад на общегородской конференции директоров музыкальных школ Ленинграда, Ленинград, 27 января 1974.
- «Глен Гульд как исполнитель русской и советской фортепианной музыки», — доклад на научной секции Союза Композиторов Армении, Дом композиторов Армении, 17 апреля 1976.
- «Ведущие тенденции в ансамблевой музыке XX века», — доклад в Доме композиторов Армении, 4 мая 1976.
- «Исполнительские и методические задачи в современном польском репертуаре для детей», — доклад на Всесоюзной конференции по вопросам воспитания музыканта, Тбилиси, Большой зал консерватории, 10 апреля 1980.
- «Трактовка фортепиано в творчестве армянских композиторов последнего десятилетия, — доклад на научной конференции в рамках Фестиваля молодых композиторов Закавказья, Ереван, Дом композиторов Армении, 4 июня 1983.
- „Характерные тенденции в творчестве армянских композиторов 70-80-х годов“, — доклад для педагогов и студентов Ленинградской консерватории, Ленинград, 22 октября 1985.
- „Экспериментальный урок: музыка и рисунок“, — доклад на международном семинаре в г. Кеймбридже (США), Кеймбридж, зал Лонг-Скул, 6 июля 1989.
- „Развитие творческой индивидуальности студента на уроках импровизации“, — доклад на научной конференции „Круглый стол: Ереван — Вальдорф (ФРГ)“, Ереван, зал ЕГК, 4 апреля 1991.
- „Некоторые аспекты музыкальной культуры Великобритании“, — доклад на научной сессии, организованной обществом „Армения — Великобритания“, Ереван зал Академии наук Армении, 17 ноября 1994.
- „Бабаджанян-пианист“, — доклад на научной сессии, посвященной 80-летию со дня рождения А.Бабаджаняна, Ереван, зал Академии наук Армении, 6 сентября 2001.
- Пути развития пианизма в Армении», — доклад на международной конференции «Как воспитать виртуоза», посвященной 110 -й годовщине со дня рождения С. И. Савшинского, — Санкт-Петербург, конференцзал Санкт-Петербургской консерватории, 5 октября 2001.
- "Искусство импровизации и развитие творческого мышления пианиста — доклад на научно-практической конференции «Путь к музицированию», Москва, Государственный Центральный музей музыкальной культуры имени М. И. Глинки, 29 марта 2007. Архивная копия от 27 февраля 2013 на Wayback Machine
- «Армянский пианизм и традиции российских фортепианных школ» — доклад на международной научной конференции «Исполнительские и педагогические концепции выдающихся музыкантов Х1Х-XX веков», Санкт-Петербург, 4 декабря 2009 г. (недоступная ссылка)

## Статьи (избр.)
- «Контские», — «Большая Советская Энциклопедия», (совместно с И. М. Ямпольским) Т.13, 3-е издание, Москва, «Советская энциклопедия», 1973. (недоступная ссылка)
- «В поисках новых путей» (музыкальное образование и музыка для детей), — сб. «Музыка — детям», В.2, Ленинград, «Музыка», 1975.
- «О методике проведения приемных экзаменов», — сб. «Вопросы фортепианной педагогики», В. 4, Москва, «Музыка», 1976 Архивная копия от 15 апреля 2010 на Wayback Machine
- «Источник взаимного обогащения» (Медея Абрамян и армянская виолончельная соната), — «Советская музыка», Москва, 1978
- «Детская музыка армянских композиторов и пути решения актуальных педагогических задач», — «Сборник музыковедческих трудов», Ереван, «Комитас», 2000.
- «Уроки Сарьяна», — сборник «Лазарь Сарьян и его время» (сост. А. Сарьян), Ереван, «Арчеш», 2001.
- «Концерт, который пишется с большой буквы» (о Светлане Навасардян). — «Музыкальная Армения». Научно-исследовательский, критико-публицистический журнал. Ереван, 2002.
- «Личность универсального плана (о Л. А. Баренбойме)». — Лев Баренбойм. Воспоминания. Письма. Материалы. Часть 1. Москва, «Музыкальное просвещение», 2004
- «Цель творчества — самоотдача» (о Светлане Навасардян). — «Музыкальная академия», Москва, 2005